# 펑유란

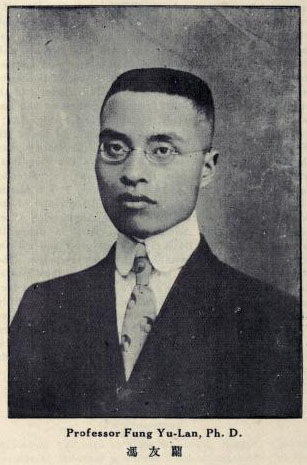

펑유란(馮友蘭, 1894년~1990년)은 중화민국과 중화인민공화국의 철학자이다. 호는 지생(芝生), 허난성(河南省) 탕허 현(唐河縣) 사람이다.
국립 칭화 대학, 베이징 대학 등에서 중국 철학의 강좌를 담당하였다. 1934년에 《중국철학사(中國哲學史)》를 간행하였다. 이것은 빈델반트의 방법을 적용하여 고대 이래로 중국철학사의 체계화에 성공한 최초의 저술이다. 1939년 발표한 《신이학(新理學)》에서는 송학(宋學)에 새로운 해석을 하여 독자적인 관념론 철학을 전개하였다. 그는 인간과 자연의 본질을 봄에 있어서 중국 고전 철학의 인성설(人性說), 특히 이학에서 근거를 구하고자 하였다. 펑유란이 학문적 성과를 이루게 된 것은 1928년에 국립 칭화 대학에 철학과 교수로 초빙된 뒤 일이다. 당시 중화민국의 대학들에서는 신문화운동과 중국 공산당의 마르크스-레닌주의 혁명 운동 이래로 동ㆍ서양의 철학 사상이 완전히 무너지고 대학 내에서도 정치적 혼란이 가중되고 있었는데, 그는 칭화 대학에서 중국 철학을 본격적으로 연구하면서 그것을 발표할 기회를 얻게 된 것이다.

## 성장과 교육
그는 1895년 12월 4일에 허난성의 난양시 탕허현 치이진의 비교적 잘사는 지식인 집안에서 태어났다. 그의 집안은 지방의 명문가였고, 아버지는 진사 합격자였으며, 어머니는 고전에 조예가 있는 학자의 집안에서 자라났다. 그의 여동생은 펑유전으로 중국의 유명 작가가 되었다. 펑유란은 상하이(上海)에 있던 대학이자 대학 예비과정을 제공하던 중국공학(中國公學)에서 1912년에서 1915년까지 철학 과정을 수학하였고, 1915년에서 1918년까지 국립 베이징 대학(北京大學) 철학문에서 대학 과정을 학업하였다. 이 기간에 펑유란은 리다자오, 천두슈 뿐 아니라, 차이위안페이 등에게서도 동 대학 철학문에서 학업을 한 바 있다. 미국으로 건너가 컬럼비아 대학에서 경자배관장학금을 받아 수학하였다. 그곳에서 그는 그의 사상과 진로에 영향을 끼쳤던 철학자들을 만났는데, 그 중에는 그의 지도 교수가 된 실용주의자 존 듀이와 신실재론 연구자 윌리엄 몬태규도 있었다. 1924년에 펑유란은 "인생 이상에 대한 비교 연구(A Comparative Study on Life Ideals)"라는 제목의 학위 논문으로 박사 학위를 취득하였다. 그는 중화민국에 귀국한 뒤로 1923년에는 중저우 대학(中州大學), 1925년에는 광둥 대학(廣東大學) 교수를 거쳐 북상하여 1926년에 사립 옌징 대학(燕京大學), 1928년에는 국립 칭화 대학 교수가 되었으며 그 뒤로 국립 서남연합대학 등에서 교편을 잡았다. 리다자오나 천두슈, 루쉰 등의 영향에 의해서 공산주의를 찬양하는 사상이 묻어 있었고 칭화 학교의 량치차오를 과학을 모르는 유심주의자로 한때 공격하기도 하였던 펑유란은 1928년에 국립 칭화 대학에 초빙된 이후에는 당시 최고의 연구 환경 속에서 유가 철학자로서의 풍모를 얼마만큼 갖추어가기 시작하였다. 펑유란은 국립 칭화 대학의 철학과 교수 부임 이후로 마르크스주의 활동가이자, 마오쩌둥과 저우언라이 등의 오랜 친구였던 장선푸를 국립 칭화 대학의 교수로 초빙하기도 하였다. 펑유란은 1934년 이후로 칭화 대학 철학과 학과장, 문학원장, 1938년 국립 서남 연합대학 문학원장, 1948년 12월부터는 5개월 간 동 대학 교장 대행 직에 있기도 했다. 그는 1934년에 국립 칭화 대학에서 가르칠 때 그의 가장 유명한 저작인 두 권 짜리 '중국철학사'를 출간하였다. 그는 이 책에서 당시 서양 철학자들에게 친숙한 관점에서 중국 철학을 소개하였다.

## 신유학
그는 1934년 프라하에서 열린 학회 참석 뒤 다시 구소련의 학회에 참석해 잠시 머무는 동안 소비에트 연방의 정치 변화와 사회적 동요를 지켜보는 시간을 가졌다. 이 때는 중화민국의 국민정부가 중국 공산당이 건립한 중화소비에트공화국과 심하게 전쟁을 치르고 있을 때였다. 그는 중화민국 국민 정부의 국립 칭화 대학에 돌아간 뒤 연 두 차례의 공식 연설 석상에서 공산주의의 선전 수단이었던 유물사관을 찬양하는 연설을 하게 되면서 중화민국 정부에 의해서 주목을 받고 체포된 후 조사와 심문을 받았지만, 대학 측의 인사들의 선처 호소로 열흘 여 만에 풀려났으며, 대학 내부의 징계를 받은 후에는 다시 유가 철학의 대표자로서 활동을 하면서 연구 활동을 이어갔다. 중일 전쟁 기간에 그는 중국 국민당의 당원으로서 장제스를 돕는 신생활 운동을 지지하는 몇 편의 글을 발표하였다. 신생활 운동은 장제스가 일제 침략에 대항해 폈던 유교주의적 생활 운동이었다. 펑유란은 이에 호응하였고, 국민 정부 교육계 실권자 쿵샹시의 후원을 받은 학술대회에서 1등을 하여 1만 위안의 거금을 받았고, 중국 국민당 제5차 전국대표대회에서 전국대표로 선출되기도 하였다. 1939년 그는 신이학(新理學)을 발표하였는데, 이학은 중국 신유학의 한 분파로 자리매김하였다. 그는 그 책 속에서 '이(理)'와 '도(道)' 같은 사상 개념을 가지고 그 함의를 자신의 철학 계통에 입각해 발전시키는 신실재론적 이학 체계를 만들어내기도 했다.

## 전쟁과 그 이후
제2차 중일전쟁이 발발하자 국립 칭화 대학, 국립 베이징 대학 그리고 톈진의 사립 난카이 대학의 학생들과 교직원들은 학교의 위치를 옮겨서 후난성 창사에서 임시대학을 구성하게 되었다. 그리고 이후 쿤밍으로 옮겨가 국립 시난연합대학을 세웠다. 1946년에 대학의 복귀로 베이징에 돌아온 뒤 펑유란은 이 해 가을 미국으로 가서 펜실베니아 대학에서 방문교수로 머물렀다. 그는 1948년 가을까지 2년 간 미국에서 머무는 동안 중국 공산당의 마오쩌둥이 중국 대륙을 점령할 것이 확실하다는 소식을 들었고, 그의 서양인 친구들이 만류하기도 했지만, 그는 귀국하였다. 그는 1948년 12월부터 중국 국민당의 전 당원으로서 칭화 대학의 교장 대행직에 있기도 하였고, 이듬 해 5월 사임한 뒤에는 1949년 10월 5일, 마오쩌둥 주석에게 사적으로 "과거에 봉건주의 중국 철학을 강의하여 중국 국민당을 도왔지만, 마르크스주의 사상을 공부해서 5년 안에는 마르크스주의적 입장, 관점, 방법에 따라서 중국 철학사를 다시 쓰겠다"는 편지를 보내기도 했다. 그는 마오쩌둥의 답신을 받은 후에도, 궈모뤄 등 당시 마오쩌둥주의 철학 비평가들에게서 그의 학문 사상에 대한 비판을 받게 되었고, 나중에 문화 대혁명에 이르게 되어서는 장칭과 왕훙원 등의 사인방의 편에 서서 문혁을 찬양하는 글쓰기 활동과 혁명적 활동을 하기도 하였다. 1980년대에 중국 공산당의 개혁개방이 실시된 이후로, 펑유란은 학술 활동을 다시 펴게 되었으며, 85세부터 시작하여 95세의 나이로 사망하기 몇 달 전까지 마오쩌둥주의의 철학 관점이 반영이 된 7권으로 이루어진 '중국철학사 신편'을 간행하였다. 펑유란은 1990년 11월 26일에 중화인민공화국 베이징의 한 병원에서 사망하였다.

## 저작
- 중국철학사, 영어판, 1948년 (1985년 중국어 번역본 출간)
- 중국철학사 신편, 1990년

## 참고 문헌
- 이 문서에는 다음커뮤니케이션(현 카카오)에서 GFDL 또는 CC-SA 라이선스로 배포한 글로벌 세계대백과사전의 내용을 기초로 작성된 글이 포함되어 있습니다.